# Hybomitra alticola
Hybomitra alticola — вид двокрилих комах родини Ґедзі (Tabanidae).

## Поширення
Вид є ендеміком Китаю, де зустрічається у провінції Сичуань. Гедзь виявлений у горах на висоті 2900 м.

## Опис
Імаго сягає завдовжки 16 мм. 